# Eredivisie (mannenhandbal) 1990/91
De Eredivisie is de hoogste afdeling van het Nederlandse handbal bij de heren op landelijk niveau. In het seizoen 1990/1991 werd HAKA/E&O voor de tweede keer landskampioen. HVT en Hatrans/Hengelo degradeerden naar de Eerste divisie.
Om de eredivisie aantrekkelijker te maken werden er enkele veranderen doorgevoerd. De kampioenspoule, degradatiepoule, NHV-prijs en Best-of-Three werden toegevoegd.

## Opzet
Eerst speelden de 12 ploegen in competitieverband. De klassering in de reguliere competitie bepaalde in welke nacompetitie de ploeg belandde. 
- De kampioenspoule was voor de ploegen die respectievelijk op plek één tot en met vier belandde. In de kampioenspoule speelden de ploegen één wedstrijd tegen elke partij. De beste twee teams uit de kampioenspoule plaatsten zich voor de Best of Three-serie. Aan de hand van de Best of Three-serie werd bepaald die landskampioen van Nederland werd.
- De ploegen die op plek vijf tot en met acht belandde konden strijden voor de NHV-prijs, de winnaar van deze poule kreeg een prijs van ƒ 1500.
- De vier laagst geklasseerde ploegen streden in de degradatiepoule voor handhaving in de eredivisie. In de degradatiepoule speelden de ploegen twee wedstrijden tegen elke partij. In tegenstelling tot de andere twee poules, nemen in deze nacompetitie wel alle al behaalde punten van de reguliere competitie mee. De twee laagst geklasseerde ploegen in de degradatiepoule degraderen naar de eerste divisie.

## Teams
| Club                 | Plaats    | Provincie     |
| -------------------- | --------- | ------------- |
| Aalsmeer             | Aalsmeer  | Noord-Holland |
| Kwantum/Blauw-Wit    | Neerbeek  | Limburg       |
| HAKA/E&O             | Emmen     | Drenthe       |
| ESCA                 | Arnhem    | Gelderland    |
| Center Tapijt/Hellas | Den Haag  | Zuid-Holland  |
| Copes/Hermes         | Den Haag  | Zuid-Holland  |
| Hatrans/Hengelo      | Hengelo   | Overijssel    |
| HVT                  | Eindhoven | Noord-Brabant |
| EFI/OSC              | Amsterdam | Noord-Holland |
| VGZ/Sittardia        | Sittard   | Limburg       |
| Helioform/Tachos     | Waalwijk  | Noord-Brabant |
| Hirschmann/V&L       | Geleen    | Limburg       |

## Reguliere competitie
| Pos | Club                 | Wed | W  | G | V  | Ptn | DV  | DT  | +/−  | Opmerking                           |
| --- | -------------------- | --- | -- | - | -- | --- | --- | --- | ---- | ----------------------------------- |
| 1   | HAKA/E&O             | 22  | 18 | 1 | 3  | 37  | 551 | 454 | +97  | Gekwalificeerd voor kampioenspoule  |
| 2   | Helioform/Tachos     | 22  | 17 | 0 | 5  | 34  | 460 | 400 | +60  | Gekwalificeerd voor kampioenspoule  |
| 3   | VGZ/Sittardia        | 22  | 16 | 1 | 5  | 33  | 515 | 428 | +87  | Gekwalificeerd voor kampioenspoule  |
| 4   | Hirschmann/V&L       | 22  | 15 | 2 | 5  | 32  | 476 | 395 | +81  | Gekwalificeerd voor kampioenspoule  |
| 5   | Copes/Hermes         | 22  | 14 | 0 | 8  | 28  | 483 | 439 | +44  | Gekwalificeerd voor NHV-prijs       |
| 6   | Aalsmeer             | 22  | 9  | 6 | 7  | 24  | 416 | 410 | +6   | Gekwalificeerd voor NHV-prijs       |
| 7   | Kwantum/Blauw-Wit    | 22  | 9  | 3 | 10 | 21  | 404 | 427 | –23  | Gekwalificeerd voor NHV-prijs       |
| 8   | Center Tapijt/Hellas | 22  | 7  | 4 | 11 | 18  | 447 | 453 | –6   | Gekwalificeerd voor NHV-prijs       |
| 9   | ESCA                 | 22  | 7  | 1 | 14 | 15  | 432 | 453 | –21  | Gekwalificeerd voor degradatiepoule |
| 10  | HVT                  | 22  | 3  | 3 | 16 | 9   | 370 | 473 | –103 | Gekwalificeerd voor degradatiepoule |
| 11  | EFI/OSC              | 22  | 1  | 6 | 15 | 8   | 392 | 483 | –91  | Gekwalificeerd voor degradatiepoule |
| 12  | Hatrans/Hengelo      | 22  | 2  | 1 | 19 | 5   | 373 | 504 | –131 | Gekwalificeerd voor degradatiepoule |

## Degradatiepoule
| Pos | Club            | Wed | Ptn | Opmerking                        |
| --- | --------------- | --- | --- | -------------------------------- |
| 1   | ESCA            | 28  | 23  |                                  |
| 2   | EFI/OSC         | 28  | 18  |                                  |
| 3   | HVT             | 28  | 15  | Gedegradeerd naar eerste divisie |
| 4   | Hatrans/Hengelo | 28  | 5   | Gedegradeerd naar eerste divisie |

## Kampioenspoule
| Pos | Club             | Wed | Ptn | Opmerking                         |
| --- | ---------------- | --- | --- | --------------------------------- |
| 1   | HAKA/E&O         | 3   | 6   | Gekwalificeerd voor Best of Three |
| 2   | Hirschmann/V&L   | 3   | 3   | Gekwalificeerd voor Best of Three |
| 3   | VGZ/Sittardia    | 3   | 3   |                                   |
| 4   | Helioform/Tachos | 3   | 0   |                                   |

## Best of Three
|                                       | HAKA/E&O | 30 - 32 (n.V.) | Hirschmann/V&L | Angelslo, Emmen |
|                                       |          |                |                | Angelslo, Emmen |
|                                       |          |                |                | Angelslo, Emmen |
| Regulier: 25-25 Verlenging(en): 30-32 |          |                |                | Angelslo, Emmen |

|  | Hirschmann/V&L | 17 - 19 | HAKA/E&O | Glanerbrook, Geleen |
|  |                |         |          | Glanerbrook, Geleen |
|  |                |         |          | Glanerbrook, Geleen |

|  | HAKA/E&O | 20 - 17 | Hirschmann/V&L | Angelslo, Emmen |
|  |          |         |                | Angelslo, Emmen |
|  |          |         |                | Angelslo, Emmen |

## Handballer van het jaar
Op 13 september 1991 werd handballer van het jaar 1991 uitgeroepen.
| Pos | Naam               | Ptn | Club           |
| --- | ------------------ | --- | -------------- |
| 1   | Patrick van Olphen | 71  | Copes/Hermes   |
| 2   | Wil Jacobs         | 63  | Hirschmann/V&L |
| 3   | Job Hagreize       | 55  | HAKA/E&O       |